# Pome
Pome Dzong, ook Powo Dzong Chinees: Bomi Xian is een arrondissement in de prefectuur Nyingtri in de Tibetaanse Autonome Regio, China.
De hoofdplaats is Tramog. Door Pome loopt de nationale weg G318.

## Geschiedenis
Pome was tot in de 20e eeuw nagenoeg een onafhankelijk koninkrijk. Tussen 1905 en 1911 was er een korte periode van instabiliteit na Chinese invallen. Later vielen de troepen van de dertiende dalai lama het gebied binnen en voegden het samen met Tibet. In 1931 zette de dalai lama de laatste koning (ka gnam sde pa) af en vestigde hij er twee garnizoenen.
Het koninkrijk van sPo bo, of sPo yul (land van sPo) was een uitloper van de eerste Tibetaanse koningen uit de Yarlung-dynastie. De inwoners hadden de reputatie van strijdvaardige wilden, waardoor reizigers om het gebied trokken en het gebied een van de minst bekende gebieden van Tibet bleef.

### De legende van Goeroe Rinpoche
De isolatie zorgde ervoor dat het land onder Tibetanen bekendstond als het verborgen land (sbas-yul) dat voorspeld was door Goeroe Rinpoche in de 8e eeuw.
Het gebied van sPo ba’s strekte over een groter gebied dan het huidige arrondissement Pome. Het koninkrijk trad vanaf het midden van de 17e eeuw op als een beschermende macht voor de stammen van het volk Lhoba tegen pelgrims in Tibet die op zoek waren naar het verboden land in de oostelijke Himalaya.
De macht van Pome strekte uit van de Doshong La-pas, inclusief het aardse paradijs Perma kod (Padma bkod, letterlijk lotuspijl), een regio in het noordoosten van de provincie Upper Siang in het Indiase Arunachal Pradesh. Vertellingen van dit aarde paradijs beïnvloedden James Hilton in het schrijven van Shangri-La.

## Geografie en klimaat
Het arrondissement heeft een oppervlakte van 14.972 km² en in 1999 telde het 27.169 inwoners. De gemiddelde hoogte is 4200 meter. De gemiddelde jaarlijkse temperatuur is 8,5 °C en jaarlijks valt er gemiddeld 876,9 mm neerslag.

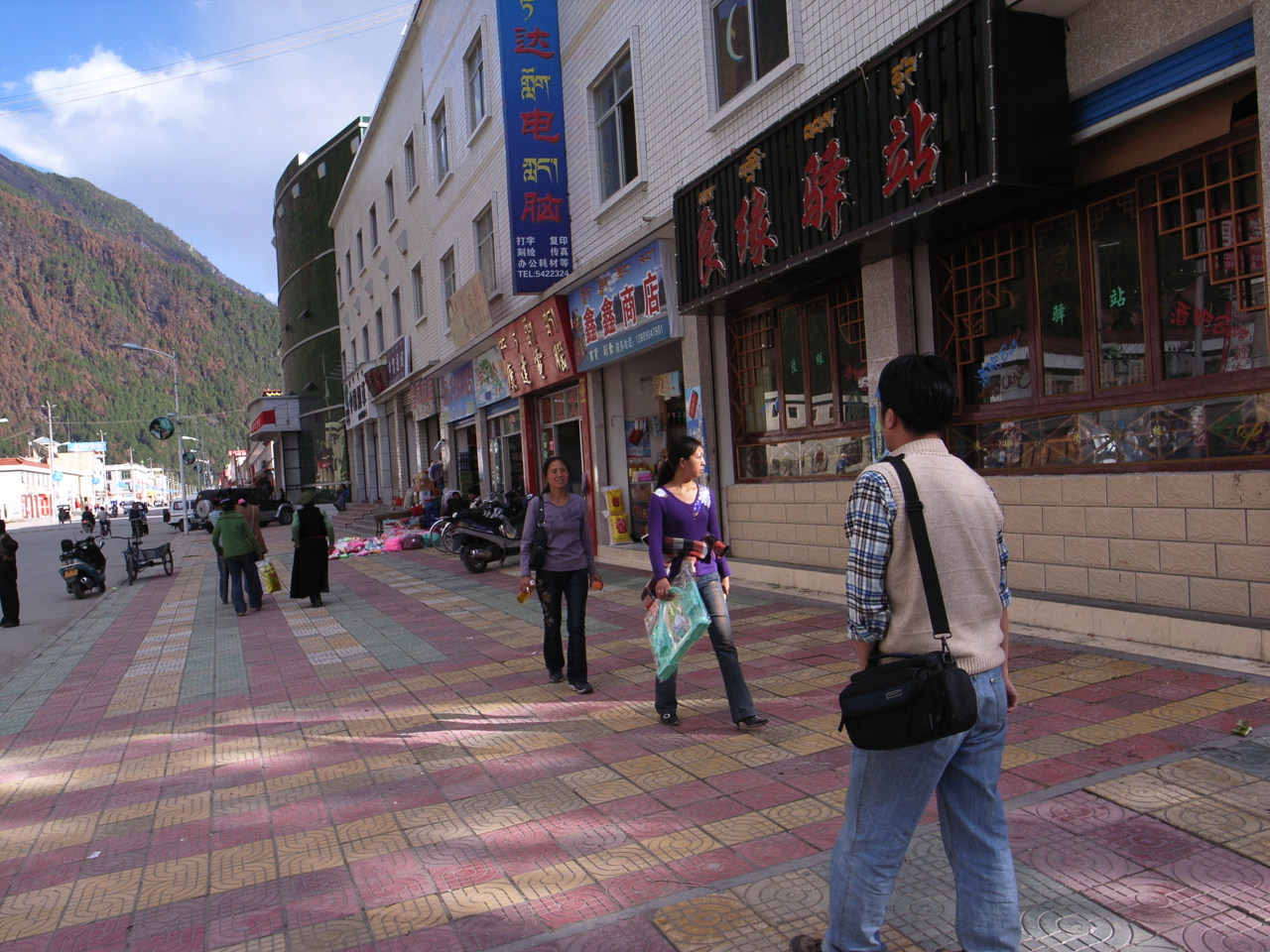
Straat in Tramog (Zhamu)
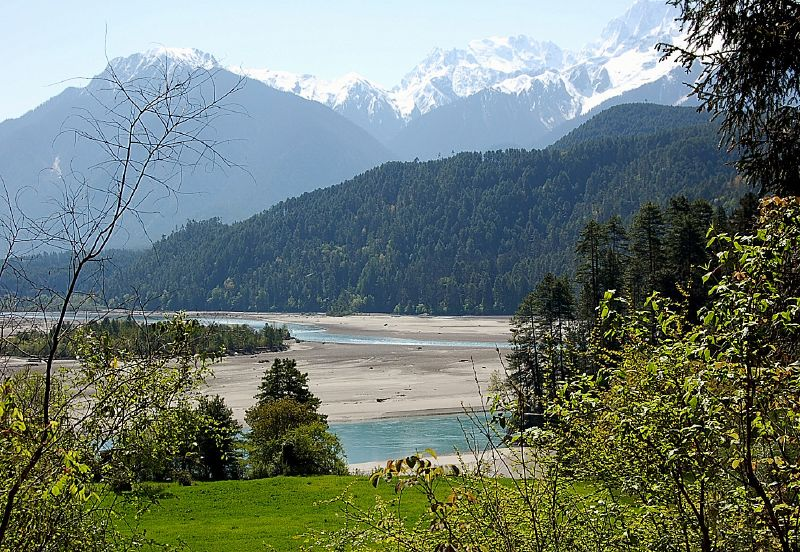
Natuurreservaat Gangxiang
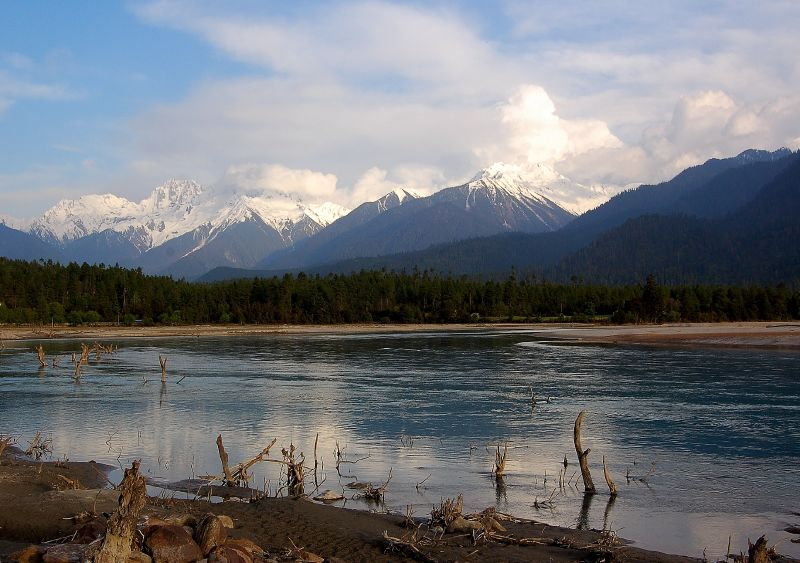
Landschap in de buurt van Guxiang